# カラフル (小説)
『カラフル』は、森絵都の小説。YA小説の代表格とされる。また、それをもとにした日本映画、ラジオドラマ。
小説は理論社から1998年7月に出版された（ISBN 4652071639）。第46回産経児童出版文化賞受賞。Audibleにより羽飼まりの朗読で2020年にオーディオブック版がデータ配信されている。英語翻訳版はCOUNTERPOINT PRESSから2021年7月に出版された（ISBN 9781640094420）。
2010年9月時点で単行本は69刷・25万部、文春文庫版（2007年刊行）は17刷・44万部、フォア文庫版（2010年3月刊行）は8刷・8万部を発行している。

## ストーリー
一度死んだ「ぼく」は、天使のプラプラに「おめでとうございます、抽選にあたりました!」と言われ、「前世の過ちを償う」ために下界で誰かの体に乗り移って過ごす「ホームステイの修行」をおこなうこととなる。「ぼく」の魂は「小林真」という中学3年生の少年に乗り移り、「修行」が始まった。
小林真は自殺を試みて死亡宣告を受けた直後で、蘇ったことに家族は驚喜する。しかし、お目付役の天使から、両親の行状（会社の上司が逮捕されて喜ぶ父親、不倫をしている母親）や真の学校での評判を知らされた「ぼく」は「修行」に消極的になる。プラプラからの叱咤と脅し（リタイアは不可）により真としての生活を続けるものの、「ぼく」は真の両親に反抗的な態度を取る。真の母親に不倫のことをほのめかして家を出た「ぼく」は、お気に入りの高価なスニーカーを不良少年に襲われて取られてしまう。
不良少年のために重傷を負い自宅で療養していた真をクラスメイトの女子生徒が見舞いに来るが、「ぼく」はわざと露悪的な態度を見せて追い返した。回復後、「ぼく」は学校で心を開ける友人を見つけ、休日に真の父から釣りに誘われて会話を交わしたことで、家族の別の姿や真に対して抱いていた愛情を知る。高校への進学を巡り、母親は真に向いた学校を探して薦めるが、「ぼく」は親友と同じ学校に行きたいという理由で別の学校を志望することを宣言し、家族もそれを受け入れた。
真の家族との関係は改善したものの、「ぼく」はその愛情が真に向けられたものであることに葛藤を覚える。プラプラに「真の魂を真の体に返してやりたい」と相談した「ぼく」に、プラプラは「24時間以内に前世の過ちを思い出すこと」を条件に可能だと答える。翌日、やってきたプラプラに「ぼく」は、自分の犯した過ちは人を殺したことでその殺した相手は自分であり、小林真なのだと告げる。プラプラは「ぼく」すなわち真が再挑戦に成功したと答える。小林真としての人生を再び始めることを不安に思う真にプラプラは「少し長めのホームステイがまた始まると思えばいい」とアドバイスし、最後に「しぶとく生きろ」と話すのだった。

## 登場人物
小林真
主人公である「ぼく」の魂が修行のために乗り移った少年。中学3年生。絵が得意で美術部に所属しているが、学業成績や交友関係はぱっとしない。中学1年生と自認してしまうほどに背が低いことにコンプレックスを持っている。口が達者で花札が唯一の娯楽。
佐野唱子
真のクラスメイト。真が自殺前と変わったことに気づく。自殺前の真は意識もしない少女だった。不良少年に襲われた真を自宅まで見舞いに来るが、「ぼく」から露悪的な対応を受ける。
桑原ひろか
真の後輩で、初恋の相手。真にただ一人気軽に話しかける相手でもあった。
小林満
真の兄で高校3年生。真に対してはきつい言葉を投げかける。
真の父親
食品企業に勤めるサラリーマンで失業・転職歴あり。利己的な人間。会社の不祥事で上層部の人間がいなくなったため、部長に昇格する。
真の母親
専業主婦。自分が平凡であることに負い目があり、色々な習い事に手を出しては挫折している。以前、フラメンコ教室の教師と不倫していた。
プラプラ
天使で、下界での「ぼく」のサポート役。美形で瞳が瑠璃色の「優男」と表現されている。天界では白い布をまとい背中に羽根が生えた姿をしているが、下界ではスーツ姿。また言動も天界では丁寧だが、下界ではぞんざいな口調で話す。
早乙女
真のクラスメイト。元卓球部で成績は真といい勝負。安くスニーカーを買える店を真に教え、それをきっかけに親しくなる。
沢田
真の担任。30歳そこそこの独身男。担当は体育で真から「ゴリラみたいな体格」と言われている。

## 作品の舞台
明示はされていないが、真が父親と遠出した際に自動車が「県からも遠ざかり」とある一方、進学先として家族が紹介した芸術系の高校について「外れとはいっても東京だし、うちから通学可能かどうか確認したかった」という母親の台詞がある。
真が自殺するきっかけとなったできごとは9月10日に起こり、物語の最後は12月15日である。何か所か日付と曜日が明示される（「十二月六日。日曜日」）が、このカレンダーは作品が発表された1998年と同じである。ただし作中では年代には言及されていない。

## 映画化作品

### 実写映画（2000年）
2000年10月7日に公開された。以下のキャスト、スタッフなどはその時のものである。田中聖の映画初主演作でもある。

#### キャスト
- 小林真：田中聖（当時ジャニーズJr.）（幼少期：田中彪）
- 母：阿川佐和子
- 父：滝田栄
- 満（兄）：景山悠希（幼少期：中村健伴）
- 進：斉藤新之介
- プラプラ：曽我廼家文童
- 佐野唱子：真柄佳奈子
- 桑原ひろか：駒勇明日香
- 沢田先生：柳葉敏郎
- 後藤：鈴木砂羽
- 医者：江藤潤
- 看護婦：梶原阿貴、春木みさよ
- 進の父：深水三章
- 援助交際の中年男：林家こぶ平
- フラメンコの先生：筧利夫
- 双眼鏡の女：畑知子
- ゲームセンターの少年：内野謙太、大里要二、三浦圭祐

#### スタッフ
- 原作：森絵都
- 監督：中原俊
- 助監督：武正晴、山下白、河合勇人
- 脚本：森田芳光
- 撮影：藤澤順一
- 美術：稲垣尚夫
- 編集：冨田功
- 音響効果：東洋音響カモメ（中村佳央）
- 音楽：池辺晋一郎
- 絵画制作：末永蒼生
- フラメンコ指導：鈴木敬子
- ロケ協力：埼玉県、行田市、行田市立忍中学校、行田商工会議所 ほか
- CG:NHKエンタープライズ21CGルーム
- タイトル：マリンポスト
- 現像：東京現像所
- スタジオ：日活撮影所
- 企画協力：笠浦友愛
- 製作者：酒井治盛
- エクゼクティブプロデューサー：齊藤曉
- プロデューサー：高橋康夫、萩原貫司
- アソシエイトプロデューサー：倉田喜久雄、伊藤浩之、吉岡和彦
- 製作：NHKエンタープライズ21、タイトル・プロデュース
- 配給：ムービーテレビジョン

## ラジオドラマ
NHK-FM放送『青春アドベンチャー』において、1999年3月29日から4月9日の日程で全10話が放送された。脚色は丸尾聡。主人公の小林真（ぼく）は多賀基史、プラプラは井上真樹夫が声を担当した。

## 演劇

### 市民ミュージカル
2006年11月22日、東京都港区のKissポート財団設立10周年記念事業としてオールスタッフの制作でミュージカル化、メルパルクホールにて上演された。フラメンコ教師役で速水けんたろうがゲスト出演。港区在住、在勤、在学者約40名が出演。一回限りの記念公演であったが、ミュージカル化されたのはこの公演が初である。この公演のあと、出演者たちが、みなとミュージカルカンパニー(MMC）を結成。
上演
- 2006年11月22日（メルパルクホール）

スタッフ
- 原作：森絵都「カラフル」（理論社刊）
- 演出：大谷美智浩
- 脚本・作詞：佐藤万里
- 音楽：酒井義久
- 主催：財団法人港区スポーツふれあい文化健康財団

### 朗読ミュージカル
2018年2月10日から12日まで博品館劇場を会場に公演された。脚本・作詞・演出を板垣恭一、作曲・音楽監督をYUKAが担当した。初のミュージカル化と紹介されているメディアもあるが、上記にあるとおり「初」ではない。
- ぼく - 田村良太
- プラプラ - 原田優一
- 満（兄） - 中井智彦
- 今泉りえ
- 水野貴以
- 桑原ひろか - 増田有華
- 真の父親 - 津田英佑

### 朗読劇
2022年から2024年にかけて演劇ユニット【爆走おとな小学生】のプロデュースで「朗読劇『カラフル』」が公演された。
2022年公演
2022年10月26日から27日までは1日につき1公演、10月28日から30日までは1日につき2公演。全8公演。会場は東京ドームシティ シアターGロッソ。脚本は桐山瑛裕、演出は加藤光大。
| 役名       | 10月26日 | 10月27日   | 10月28日   | 10月29日 | 10月30日   |
| ---------- | -------- | ---------- | ---------- | -------- | ---------- |
| 小林真     | 福澤侑   | 少年T      | 少年T      | 福澤侑   | 少年T      |
| ぼく       | 長野凌大 | 高塚智人   | 今井文也   | 長野凌大 | 今井文也   |
| プラプラ   | 小松昌平 | 石飛恵里花 | 小松昌平   | 小松昌平 | 石飛恵里花 |
| 佐野唱子   | 小林愛香 | 伊藤美来   | 諏訪ななか | 小林愛香 | 伊藤美来   |
| 桑原ひろか | 平山笑美 | 込山榛香   | 込山榛香   | 込山榛香 | 込山榛香   |
| 小林満     | 堂島颯人 | 堂島颯人   | 堂島颯人   | 堂島颯人 | 堂島颯人   |
| 真の父親   | 田中健大 | 田中健大   | 古谷大和   | 田中健大 | 古谷大和   |
| 真の母親   | 渡部恵子 | 相羽あいな | 相羽あいな | 渡部恵子 | 相羽あいな |
| 早乙女     | 石渡真修 | 宮﨑雅也   | 宮﨑雅也   | 石渡真修 | 宮﨑雅也   |
| 沢田先生   | 高田舟   | 高田舟     | 高田舟     | 高田舟   | 高田舟     |
| 植田千晴   | 日永麗   | 日永麗     | 日永麗     | 日永麗   | 日永麗     |
| 折鶴委員長 | 林千浪   | 林千浪     | 石原美沙紀 | 林千浪   | 石原美沙紀 |

2023年公演
2023年11月15日から19日まで1日につき2公演。全10公演。会場はCBGKシブゲキ!!。脚本は桐山瑛裕、演出は加藤光大。
| 役名       | 11月15日   | 11月16日   | 11月17日   | 11月18日   | 11月19日   |
| ---------- | ---------- | ---------- | ---------- | ---------- | ---------- |
| 小林真     | 長野凌大   | 小松昌平   | 長野凌大   | 小松昌平   | 長野凌大   |
| 佐野唱子   | 小林愛香   | 土屋李央   | 小林愛香   | 小林愛香   | 土屋李央   |
| ぼく       | 保住有哉   | 深町寿成   | 保住有哉   | 保住有哉   | 市川蒼     |
| プラプラ   | やみえん   | やみえん   | やみえん   | 相良茉優   | 相良茉優   |
| 桑原ひろか | 石原美沙紀 | 礒部花凜   | 礒部花凜   | 石原美沙紀 | 石原美沙紀 |
| 小林満     | 正木郁     | 正木郁     | 秋谷啓斗   | 正木郁     | 秋谷啓斗   |
| 真の父親   | 田中健大   | 田中健大   | 田中健大   | 田中健大   | 田中健大   |
| 真の母親   | 駒形友梨   | 中村裕香里 | 中村裕香里 | 駒形友梨   | 駒形友梨   |
| 早乙女     | 竹田海渡   | 森永彩斗   | 森永彩斗   | 竹田海渡   | 森永彩斗   |
| 沢田先生   | 花塚廉太郎 | 花塚廉太郎 | 花塚廉太郎 | 花塚廉太郎 | 花塚廉太郎 |
| 植田千晴   | 鳴海まい   | 鳴海まい   | 森嶋優花   | 鳴海まい   | 森嶋優花   |
| 折鶴委員長 | 宮沢小春   | 宮沢小春   | 天麻ゆうき | 宮沢小春   | 天麻ゆうき |

2024年公演
2024年11月7日から10日まで1日につき2公演。全8公演。会場はCBGKシブゲキ!!。脚本は桐山瑛裕、演出は加藤光大。
| 役名       | 11月7日    | 11月8日    | 11月9日    | 11月10日   |
| ---------- | ---------- | ---------- | ---------- | ---------- |
| 小林真     | 柊太朗     | 柊太朗     | 千葉瑞己   | 千葉瑞己   |
| 佐野唱子   | 橘美來     | 橘美來     | 伊駒ゆりえ | 橘美來     |
| ぼく       | 真野拓実   | 安里勇哉   | 安里勇哉   | 真野拓実   |
| プラプラ   | 松岡侑李   | 松岡侑李   | 比留間俊哉 | 小笠原仁   |
| 桑原ひろか | 石原美沙紀 | 石原美沙紀 | 大橋彩香   | 礒部花凜   |
| 早乙女     | 前田誠二   | 菊池勇成   | 森永彩斗   | 森永彩斗   |
| 小林満     | 熊谷日向   | 熊谷日向   | 高塚智人   | 高塚智人   |
| 真の父親   | 高坂知也   | 橋詰知久   | 高坂知也   | 橋詰知久   |
| 真の母親   | 衣川里佳   | 真宮涼     | 衣川里佳   | 真宮涼     |
| 沢田先生   | 花塚廉太郎 | 花塚廉太郎 | 花塚廉太郎 | 花塚廉太郎 |
| 植田千晴   | 藍本あみ   | 藍本あみ   | 小森結梨   | 小森結梨   |
| 折鶴委員長 | 立石凛     | 三島京華   | 立石凛     | 三島京華   |

### ミュージカル
2023年7・8月、「せたがやこどもプロジェクト 2023 アミューズ×世田谷パブリックシアター ミュージカル「カラフル」」上演。
上演
- 2023年7月22日 - 8月6日（世田谷パブリックシアター）
- 2023年8月12日・13日（兵庫県立芸術文化センター）
- 2023年8月19日・20日（茨城県 水戸芸術館ACM劇場）
- 2023年8月26日・27日（愛知県 春日井市民会館）

キャスト
- ぼく／小林真：鈴木福
- プラプラ：川平慈英
- 佐野唱子：加藤梨里香
- 小林満：百名ヒロキ
- 早乙女くん：石橋陽彩
- 桑原ひろか：菊池和澄
- 真の母：彩乃かなみ
- 真の父：川久保拓司

スタッフ
- 原作：森絵都「カラフル」（文春文庫）
- 脚本・作詞・演出：小林香
- 作曲・編曲：大嵜慶子